# یوشیکی یوشینو
یوشیکی یوشینو (ژاپنی: 吉野 喜貴؛ زادهٔ ۸ نوامبر ۱۹۸۸) یک بازیکن فوتبال اهل ژاپن است.
از باشگاه‌هایی که در آن بازی کرده‌است می‌توان به باشگاه ورزشی یوکوهاما اشاره کرد.